# Вий (мифология)
Вий — в славянской демонологии персонаж из преисподней, чей взгляд убивает. Его глаза обычно прикрыты огромными веками и ресницами, которые он не может поднять без посторонней помощи. Известен, в первую очередь, по одноимённой повести Н. В. Гоголя.

## Этимология
Существует предположение о происхождении имени Вия от укр. вія, війка, бел. вейка — ресница.

## Соответствия в мифологиях
Этим странным персонажем славянского фольклора, Вием, занимались такие выдающиеся советские ученые, как В. И. Абаев, Э. А. Грантовский и Г. М. Бонгард-Левин. Они, анализируя гоголевского Вия, связывали его со скифскими (иранскими) корнями. Так, В. И. Абаев пришёл к выводу, что образ Вия восходит к древнему восточнославянскому богу Вею (укр. Вій), который соответствует авестийскому богу смерти и ветра Вайю в пантеоне древних иранцев (скифов).
Возможно соответствие образа Вия Кощею Бессмертному. По мнению Е. Дмитриевой, на образ Вия перешли черты языческого бога Велеса.
Исследователями высказывались предположения о некотором соответствии Вия отдельным персонажам из кельтской мифологии. Так, эти параллели отмечал ещё этнограф Н. Ф. Сумцов. Согласно ирландской мифологической традиции предводитель фоморов Балор имел прозвище «Дурной Глаз», потому что взгляд его единственного глаза мог убить подобно молнии. Он мог сразить целое войско своим смертоносным взглядом: «Против горсти бойцов не устоять было многотысячному войску, глянувшему в этот глаз». В валлийской мифологии известен аналог Балора — это великан Испададен Пенкавр (валл. Yspadadden Penkawr). Его имя означает «Повелитель великанов», у него были настолько огромные и тяжёлые веки, что их приходилось поднимать металлическими подпорками, чтобы он мог хоть что-то увидеть. По мнению лингвиста В. В. Иванова, Вий является мифологическим персонажем, а не мистификацией, но он не связан с индоиранским богом ветра, а принадлежит к более узкой, восточнославянско-алано-кельтской мифологической (демонологической) изоглоссе, хотя в более поздней работе, он уже принимает этимологическую гипотезу Абаева. По мнению индолога Я. В. Василькова, распространение мифологического персонажа, имеющего общие черты в различных культурах и традициях, возникло благодаря географическому соседству народов, что предположительно имело место, когда на юге от славянских племён находились иранские, на севере со славянами соседствовали балты и на юго-западе кельты.

## Народный образ
В русских и белорусских сказках веки (ресницы, брови) Вия поднимали вилами его помощники. В русской народной сказке «Иван Быкович» встречается упоминание о том, как ведьминому мужу поднимают брови и ресницы железными вилами. Человек, на которого смотрел Вий, не выдерживал его взгляда и умирал. Своим взглядом Вий мог не только убить человека, но и разрушить и обратить в пепел деревню или город.
Мотив страшного взгляда в украинской традиции связан с двумя персонажами — святым Касьяном и шелудивым Буняком (половецким ханом). Святой Касьян в одном из полтавских поверий поднимает ресницы 29 февраля — и «на что он тогда взглянет, всё погибает». Предводитель орды Буняк (из неустановленной летописи), уничтожает город силой своего взгляда. Также на Украине с «вієм» (то есть «веем») связывали вихри и смерчи. Согласно белорусской легенде, Касьян сидит в пещере и не видит «божьего света» из-за ресниц, которые достигают его колен. На основе же украинской легенды о Вие Николай Васильевич Гоголь создал повесть «Вий».
Слово «вий» не фиксируется в украинских словарях до появления одноимённой повести Николая Гоголя.
В народных представлениях славян длинные веки являлись признаком демонического существа. В быличке из белорусского Полесья смерть описывается как чудовищная женщина с огромными веками. Согласно преданию, Иуда Искариот был наказан за предательство Христа, потеряв зрение из-за чрезмерно разросшихся век; Ф. С. Капица сопоставляет этот легендарный мотив с образом Вия.
По данным Елены Левкиевской, в славянском фольклоре вообще не встречается персонаж со всеми признаками, присущими гоголевскому Вию (при наличии персонажей с отдельными аналогичными чертами), поэтому образ Вия можно считать собранными из разных мифологических персонажей непосредственно Гоголем.

## Вий Гоголя
Вий — есть колоссальное создание простонародного воображения. Таким именем назывался у малороссиян начальник гномов, у которого веки на глазах идут до самой земли. Вся эта повесть есть народное предание. Я не хотел ни в чём изменить его и рассказываю почти в такой же простоте, как слышал.— Примечание Н. В. Гоголя
Название нечисти «вий» и его длинные ресницы явно указывают на слово в украинском укр. вія — ресница и повіка — веко, а также, возможно, укр. вий — вой.
В произведении Гоголя Вий приземистый, косолапый; с жилистыми, как крепкие корни руками и ногами; весь в чёрной земле; с железными пальцами и лицом; длинными веками, опущенными до земли. Его появление предваряется волчьим воем. Он не убивает взглядом, а скорее снимает действие всех оберегов от нечистой силы при взгляде на него. Он является как бы проводником, а не самим убийцей. И главный герой повести Хома умирает не от взгляда Вия, а от собственного страха.

## В современной культуре
- В книге Стругацких «Понедельник начинается в субботу» он выведен эпизодически как Вий, Хрон Монадович.
- В серии книг Д. Емца «Таня Гроттер» Вий присутствует как третьестепенный персонаж, дежурный «гвоздь программы» на «потустороннем ТВ». Периодически по окончании передач ему поднимают веки, что приводит к смертям среди неосторожных зрителей и телеоператоров.